# 贄土師沙弥麻呂
贄土師 沙弥麻呂（にえのはじ の さみまろ、生没年不詳）は、奈良時代の官人。名は佐美万里・佐美万呂とも記される。姓は連。官位は外従五位下・大膳少属。

## 経歴
聖武朝の天平17年（745年）4月17日・同年10月17日付の大膳職解に従七位下行少属として署名が残されている。『平城宮木簡』2 - 2094号に民部省の天平勝宝から天平宝字年間（749年 - 765年）の召喚状があり、その中に見える「贄土師佐美万呂」も同一人物と推定される。
史書における記録では、『続日本紀』の淳仁朝の天平宝字7年（763年）正月、村国子老・浄岡広島らとともに正六位上から外従五位下に昇叙されている。藤原仲麻呂の乱の際の動勢は不明である。

## 官歴
注記のないものは『続日本紀』による。
- 天平17年（745年）4月17日・10月17日：見従七位下・大膳少属
- 天平宝字7年（763年）正月9日：外従五位下